# イキルサイノウ
『イキルサイノウ』は、THE BACK HORNの3枚目のフルアルバム。2003年10月22日にCCCDで発売。2005年8月24日にCD-DAで再発された。

## 解説
タイトルはアルバムの収録曲「ジョーカー」の歌詞から。
他に「生命線」がこのアルバムにとって重要な位置付けの曲なのではないかということからそれを捩った「運命線」、「未来」の歌詞から「鮮やかな未来」などがタイトル案に挙がった。

## 収録曲
全作詞・作曲・編曲：THE BACK HORN
1. 惑星メランコリー
2. 光の結晶
  - 6thシングル。
3. 孤独な戦場
4. 幸福な亡骸
5. 花びら
  - PVでは山田将司がハーモニカを吹いている。
6. プラトニックファズ
7. 生命線
  - 7thシングル。
8. 羽根〜夜空を越えて〜
9. 赤眼の路上
10. ジョーカー
11. 未来
  - 5thシングル。